# オーチス・ホバー

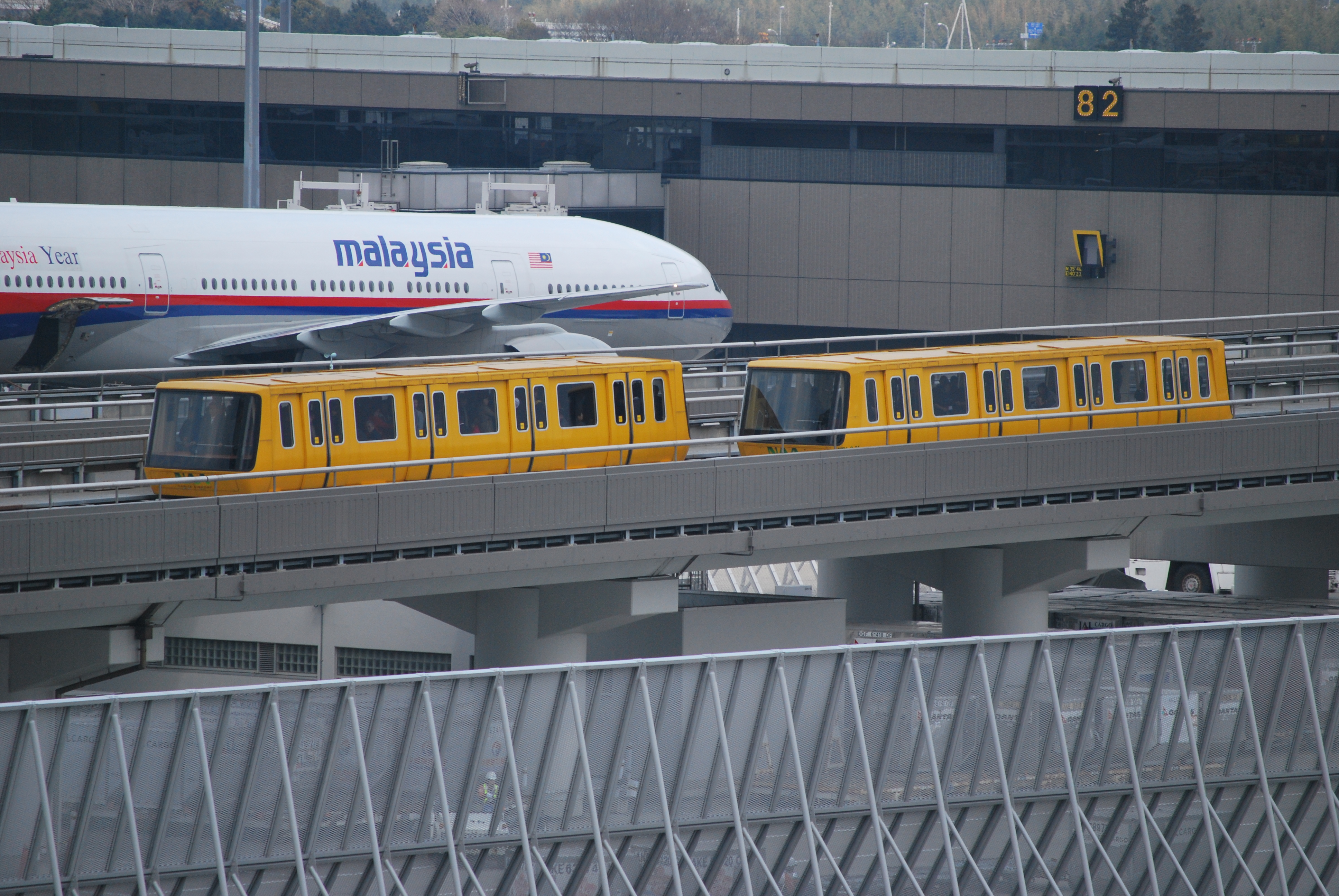
成田空港第2ターミナルシャトルシステム

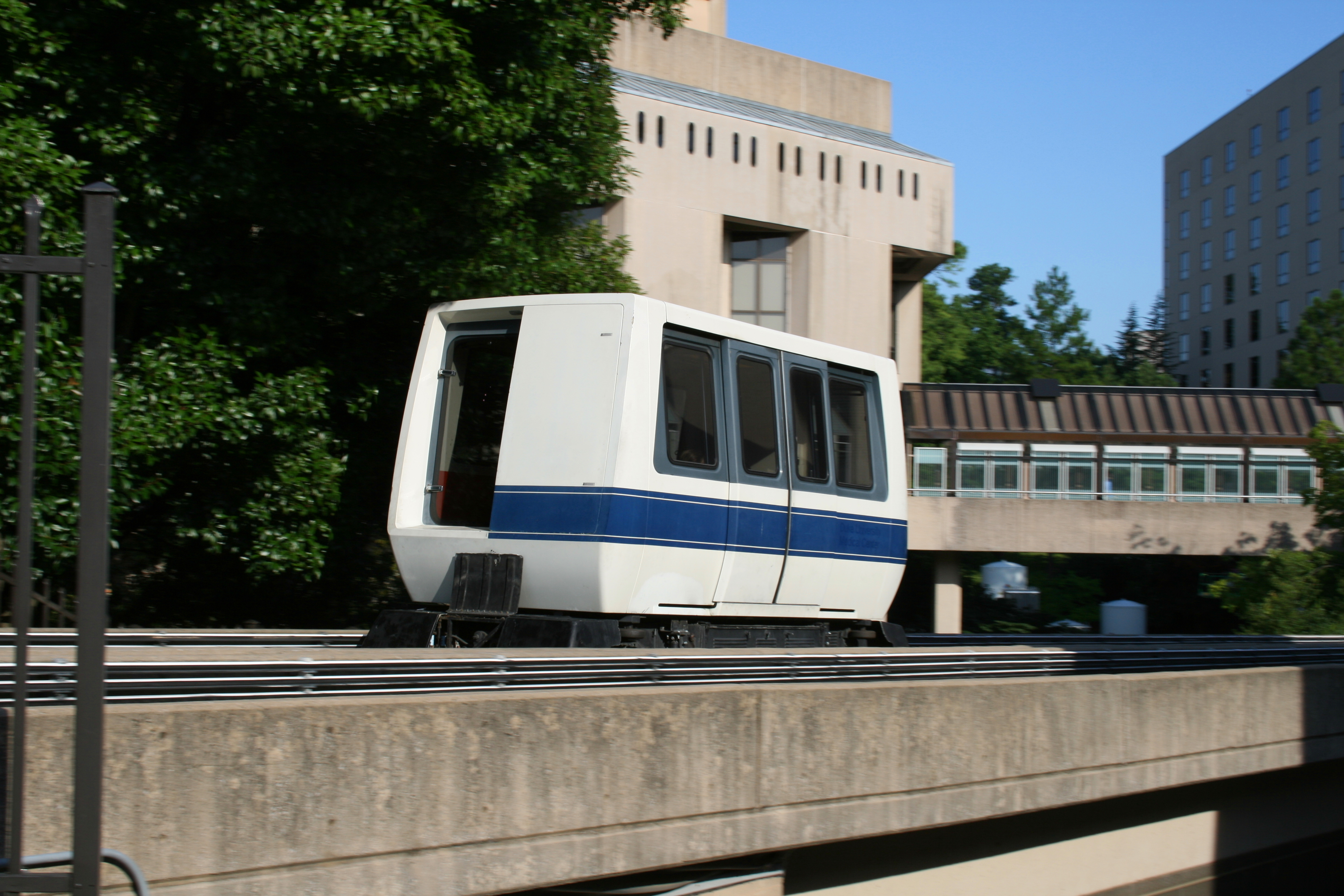
デューク大学医療センター患者高速輸送機関

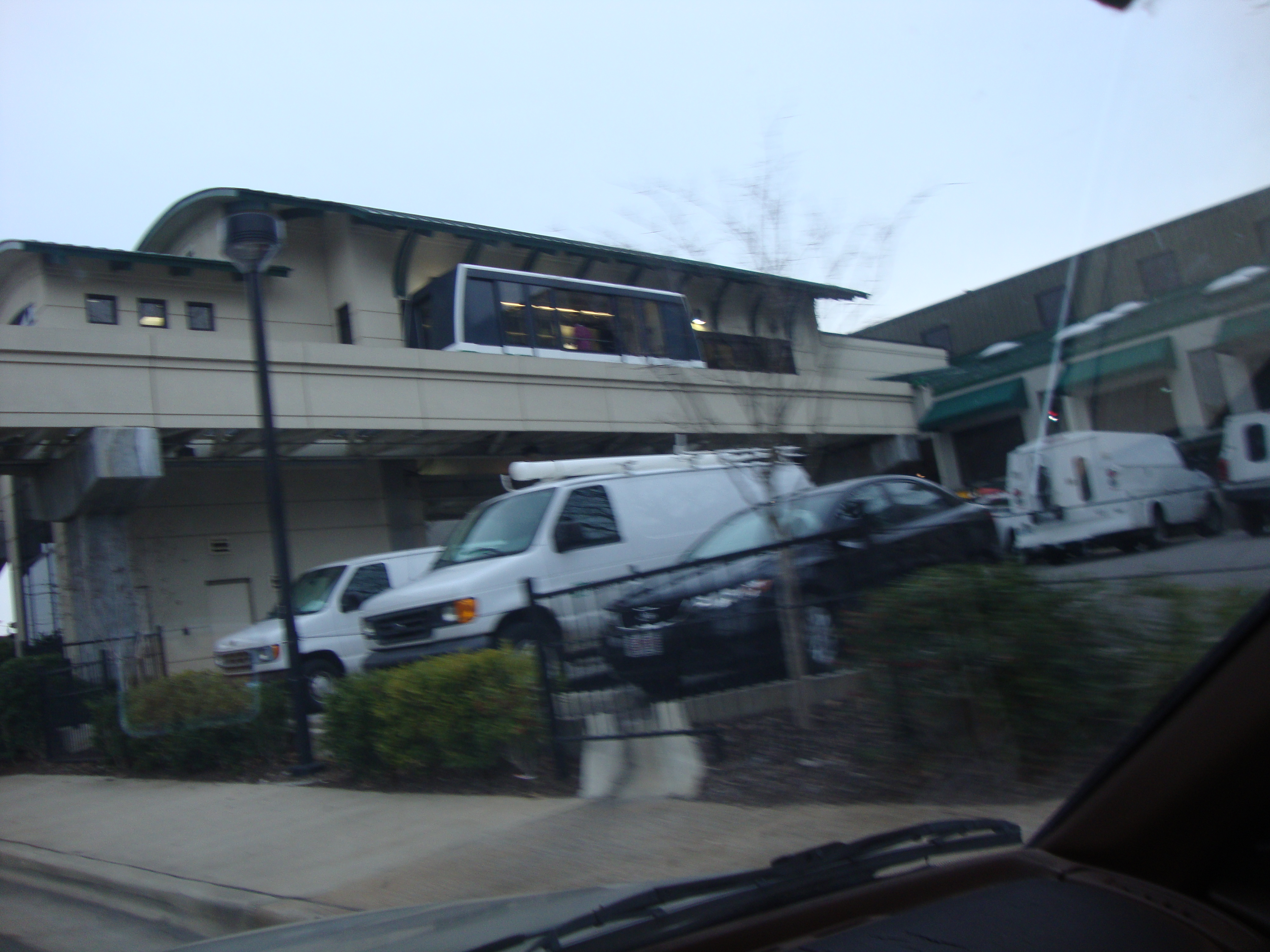
ハンツビル病院トラム・システム

オーチス・ホバー (Otis Hovair) は、オーチス・エレベータ・カンパニーが開発した空気浮上式鉄道である。旅客輸送システムとしては新交通システムに相当している。

## 解説
ホバークラフトに類似した浮上パッドを複数備え、送り込まれる圧縮空気によって浮上している。軌道は新交通システムのそれに類似し、一体型のものが多いが、分離型のものも存在する。移動のための動力は、同社がエレベーターメーカーということもあり、ケーブルによる牽引を利用しているため、その点はケーブルカーにも似ている。転がり抵抗をなくし、高性能化を企図しつつ、新たな路線を敷設するために必要な設備も同様に簡略化した。法規上は（たとえば成田空港第2ターミナルシャトルシステムなど）水平エレベーターの扱いとされている運用例もある。
オーチス・ホバー・システムは2015年現在、唯一商業的に運行されている空気浮上式鉄道である。原型はゼネラルモーターズが自動案内軌条式旅客輸送システムとして開発したリニアモーター推進方式のものであったが、公共交通機関を傘下に持つ事は反トラスト法に抵触するとされ、強制的に切り離された。その設計をオーチス・エレベータ・カンパニーが引き継ぎ、リニアモーターを取り除いてケーブルによって推進する新交通システムとして世界中に普及している。なお、引き継ぎ当初はリニアモーター推進方式も開発しており、実際にデューク大学医療センター患者高速輸送機関はリニアモーター推進方式であった。
日本オーチス・エレベータでは、1994年より当システムの適用範囲を広げることを目的に、リニアモーター推進方式を採用したリニアシャトルシステムの開発を開始した。その後、運輸省を中心とした検討委員会により、1997年からの3年間にわたる検証作業で「実用交通機関に適している」と評価されているが、2022年現在、このリニアシャトルシステムを採用している路線は存在しない。

## 運行中の設備
- シンシナティ空港ピープル・ムーバー
- デトロイト空港エクスプレストラム
- ミネアポリス・セントポール空港トラム
- チューリッヒ空港スカイメトロ
- ハンツビル病院トラム・システム
- セアファウス地下鉄
- ゲティ・センター・トラム

## 廃止された設備
- デューク大学医療センター患者高速輸送機関
- 成田空港第2ターミナルシャトルシステム